# Promachus binghamensis
Promachus binghamensis là một loài ruồi trong họ Asilidae. Promachus binghamensis được Ricardo miêu tả năm 1921. Loài này phân bố ở miền Ấn Độ - Mã Lai.